# Zasada podwójnego skutku
Zasada podwójnego skutku – zasada stosowana w bioetyce do oceny moralnej czynu o dwojakich (pozytywnych i negatywnych) skutkach.

## Ogólna charakterystyka
Zasada ta wiąże się z nauczaniem Kościoła katolickiego. Wyznaje on absolutyzm moralny, zabraniając czynienia zła bez względu na to, ile dobra miałby zły czyn przynieść. Niekiedy jednak dane działanie wywiera i dobry skutek, zamierzony przez podmiot, i zły, którego się nie pragnie.
Beauchamp i Childress w swych Zasadach etyki medycznej formułują następujące przesłanki dopuszczalności analizowanego czynu:
- rzeczony czyn musi być dobry z natury (Tadeusz Biesaga formułuje to inaczej, podając, że można podjąć działanie, jeśli naturalny skutek tegoż będzie dobry, a nie można, gdy będzie zły[2]),
- dobra musi być również bezpośrednia intencja podmiotu popełniającego czyn, a więc musi on bezpośrednio chcieć dobrego skutku tego czynu, skutek zły może on co najwyżej pośrednio dopuszczać i tolerować, nie może zaś zamierzać go popełnić,
- zły skutek nie może stanowić środka osiągnięcia tego dobrego,
- dobry skutek musi przynajmniej równoważyć zły lub nawet go przewyższać, tzn. powodowane czynem dobro i zło muszą być proporcjonalne.

Pozostaje jeszcze jedna przesłanka:
- brak innych sposobów osiągnięcia dobrego skutku.

Biesaga zauważa tu również, że zgodnie z tą zasadą na popełniającym czyn spoczywa odpowiedzialność za jego naturalny skutek, o ile jest on znany. Jeśli zaś chodzi o skutek, który nie był znany w momencie wykonywania rozpatrywanej czynności, a został poznany przez naukę dopiero później, to odpowiedzialność za jego wystąpienie nie spoczywa na podmiocie dokonującym czynu.

## Aborcja

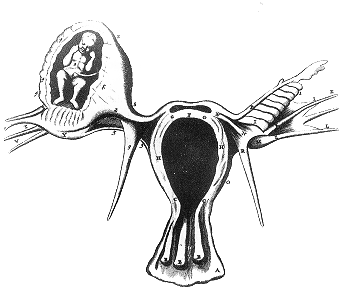
Zasada podwójnego skutku uzasadnia pewne metody leczenia ciąży ektopowej, przedstawionej na powyższej rycinie z pracy Graafa z 1669 roku

Przykład zastosowania absolutyzmu moralnego do problemu dopuszczalności aborcji podaje ksiądz Jacek Woroniecki. Pisze on w swej Katolickiej etyce wychowawczej, że w sytuacji, gdy życie ciężarnej kobiety może zostać uratowane tylko pod warunkiem pozbawienia życia płodu, nie można tego uczynić nawet w sytuacji, gdyby rzeczony płód i tak miał w najbliższej przyszłości umrzeć – w takiej sytuacji należy pozwolić obojgu umrzeć.
Natomiast zastosowanie zasady podwójnego skutku dopuszcza w pewnych warunkach przerwanie ciąży. Uzasadnia choćby salpingektomię wraz z zagnieżdżoną w jajowodzie ciążą pozamaciczną, jeśli przerwanie ciąży byłoby tylko przewidywanym, ale nie pożądanym skutkiem operacji. Dyskusyjnym przypadkiem zaś jest, gdy zamiast salpingektomii wykona się niewielką resekcję jajowodu, obejmującą jedynie miejsce implantacji lub też usunie się sam zarodek (salpingostomia/salpingotomia). Śmierć zarodka staje się tutaj według niektórych środkiem uzyskania pożądanego skutku, a według innych jest, choć nieuniknionym, to jednak ubocznym efektem jego usunięcia. Podważa się również proporcjonalność takiego postępowania i jego konieczność, jeśli można wykonać większą resekcję. Podobny problem tyczy się farmakoterapii ciąży ektopowej metotreksatem, często negatywnie ocenianej z perspektywy zasady podwójnego skutku, choć także poddawanej dyskusjom.
Inny przykład sytuacji, gdy skutkiem ubocznym działania mającego na celu ratowanie życia matki jest śmierć dziecka, to leczenie raka za pomocą chemioterapii. Choć taka chemioterapia prowadzi do śmierci płodu, to jednak jej celem jest zwalczenie nowotworu. Dlatego jest ona dozwoloną metodą leczenia chorej na nowotwór kobiety w ciąży. Część etyków przyjmuje także za zastosowanie zasady podwójnego skutku indukcję porodu, na wczesnym etapie, kiedy płód nie jest w stanie przeżyć poza organizmem matki.

## Analgezja

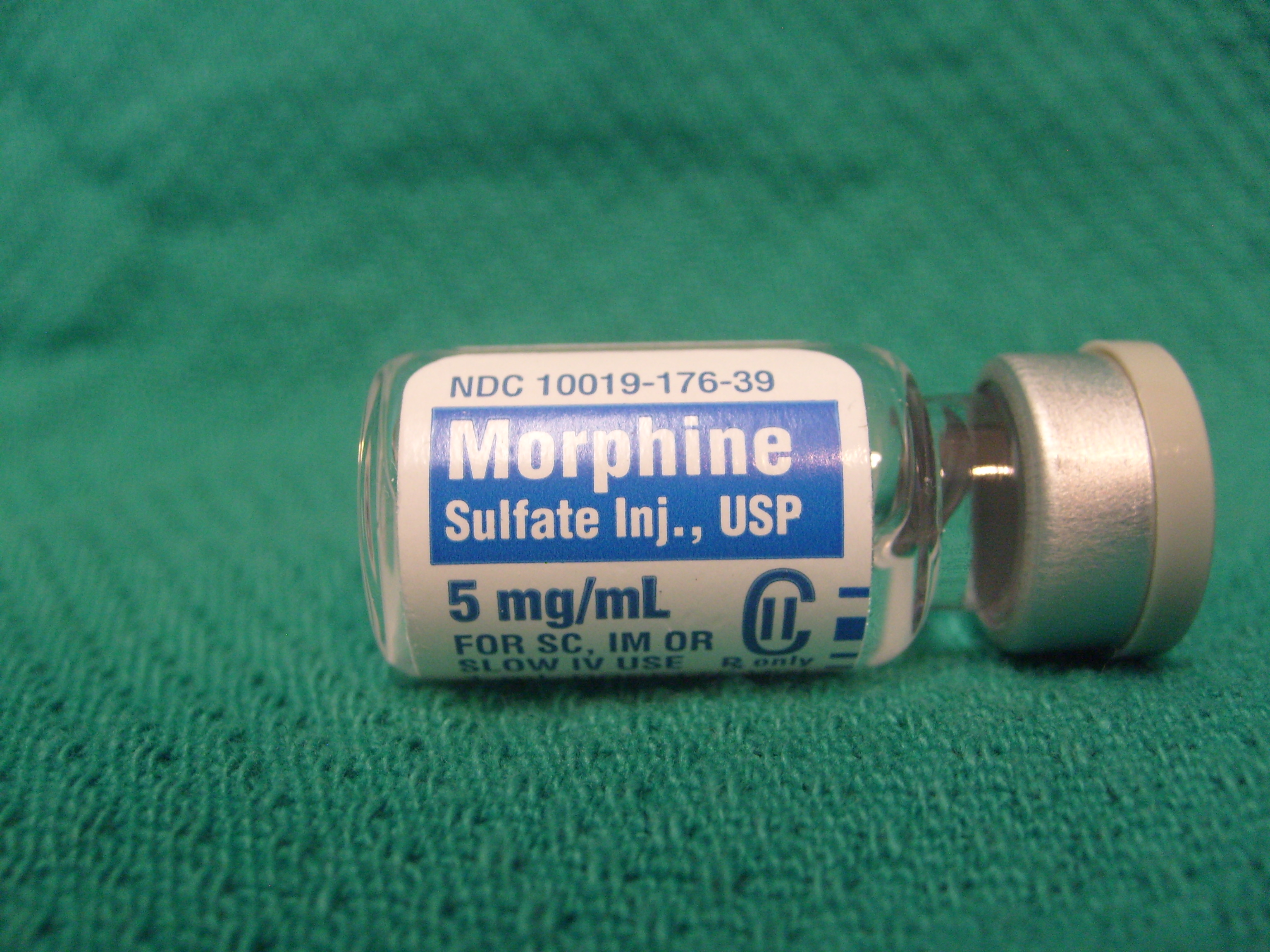
Zasada podwójnego skutku aprobuje podawanie pacjentom terminalnym wysokich, niekiedy letalnych dawek morfiny

Uśmierzanie towarzyszącego chorobie bólu aprobowane jest zarówno przez gremia lekarskie, jak i kościelne. Stanowi obowiązek personelu medycznego, a zrzec się prawa doń może tylko swą świadomą decyzją pacjent. Zazwyczaj do walki z bólem stosuje się drabinę analgetyczną, poczynając od niesteroidowych leków przeciwzapalnych, na silnych opioidach kończąc, jeśli zajdzie taka potrzeba. Niekiedy jednak, zazwyczaj w przypadku chorych umierających na nowotwór, nawet stosowane zazwyczaj dawki silnych opioidów okazują się niewystarczające, gdyż pacjent przyzwyczaja się do leku, który w miarę stosowania działa nań coraz krócej. W efekcie ból uśmierza mu podawanie tylko dawek letalnych, a więc takich, które wywołują zgon u części pacjentów i mogą też wywołać zgon u niego.
Podaż dawki letalnej niesie za sobą ryzyko oskarżenia o eutanazję, w wielu krajach niedozwoloną. Obalenie tego zarzutu dokonuje się właśnie za pomocą zasady podwójnego skutku. Podaż letalnej dawki analgetyku dopuszcza spełnienie odpowiednich przesłanek:
- Uśmierzenie nękającego pacjenta bólu jest czynem z natury swej dobrym, stanowi wyraz troski o pacjenta. Odmowa analgezji wiązałaby się zaś z ogromnym cierpieniem umierającego pacjenta.
- Zamiar podającego lek musi być dobry – osoba ta musi mieć intencję ulżenia pacjentowi w cierpieniu. Nie może pożądać śmierci chorego, choć powinna liczyć się z jej możliwością.
- Śmierć ta nie może jednak stanowić środka. To znaczy, że nie do zaaprobowania jest postępowanie mające doprowadzić do zniesienia bólu poprzez zabicie chorego (jak w przypadku eutanazji). Śmierć nie może służyć pożądanemu skutkowi, nie może do niego prowadzić. Może być tylko skutkiem niepożądanym, choć tolerowanym czy przewidywanym.
- Pożądany skutek w postaci złagodzenia bólu musi być proporcjonalny do zagrożenia, na jakie wystawia się pacjenta. W chorobie nowotworowej pojawia się często ból niezwykle silny, wręcz wszechogarniający, totalny, obejmujący nie tylko wyniszczające cierpienie fizyczne, ale też duchowe, psychiczne. Ból taki nie ma sam w sobie wartości moralnej i nie spełnia swej biologicznej funkcji. Ulżenie choremu w takich cierpieniu uznaje się za skutek proporcjonalny do występującego zagrożenia związanego z jego uśmierzeniem.
- Tak wysokie dawki silnych opioidów stosuje się tylko, gdy słabsze analgetyki i mniejsze dawki nie działają.

Rozumowanie to podlega krytyce. Po pierwsze trudno jest odróżnić skutki zamierzone od przewidywanych. Jednakże w etyce zazwyczaj nie ma pewności. Krytycy powyższego wywodu zwracają uwagę, że nie ma moralnej różnicy między stopniowym zwiększaniem dawki opioidów, by spełnić ostatnią z wyżej wymienionych przesłanek (nieskuteczność mniejszych dawek), a jednorazowym podaniem letalnej dawki, nieaprobowanym przez zasadę podwójnego skutku. Inni krytycy zwracają natomiast uwagę, że właśnie wcześniejsze próby stosowania mniejszych dawek zwiększają cierpienia chorego i że leczenie jego należy od razu zacząć od skutecznych dawek opioidów. Natomiast pozytywnym aspektem stosowania tej zasady do analgezji chorych terminalnych jest zmniejszenie strachu personelu medycznego przez uznaniem ich działań za eutanazję, co często powoduje stosowanie przez nich zbyt małych, nieskutecznych dawek opioidów.
Wątpliwości budzi jednak polskie prawo. Część prawników traktuje działanie zgodne z zasadą podwójnego skutku jako czyn zabroniony w zamiarze ewentualnym. Tak więc polski Kodeks karny odrzucałby zasadę podwójnego skutku. Natomiast Kodeks Etyki Lekarskiej nakazuje w art. 29 łagodzenie cierpień chorego aż do końca jego życia. Istnieje też pogląd, że w sytuacji niepewności co do zagrożenia życia następuje wyłączenie odpowiedzialności lekarza za podanie opioidu, w przeciwieństwie do podaży dawki, która na pewno spowoduje śmierć chorego. Opiera się on jednak na błędnych przesłankach, stanowiących, że właściwie prowadzona analgezja nie obejmuje podaży dawek letalnych. Takie poglądy wzmacniają w środowisku lekarskim strach przed odpowiedzialnością karną za prowadzenie skutecznej analgezji oraz do niewłaściwej terapii umierającego pacjenta – dawkami, które na niego nie działają. Podaż dawek skutecznych broni się tutaj, powołując się na stan wyższej konieczności, koncepcję pierwotnej legalności działań oraz kontratyp (w tym wypadku pozaustawowy, ale wynikający z KEL, Ustawy o zakładach opieki zdrowotnej i Ustawy o zawodzie lekarza i lekarza dentysty).

## Transplantologia
Zasadę podwójnego skutku próbuje się zastosować również w transplantologii. Chodzi o utrzymanie zasady martwego dawcy w przypadku dawcy z niebijącym sercem. Otóż zatrzymanie krążenia nie jest wiarygodnym predyktorem śmierci mózgu, a więc śmierci człowieka jako osoby. W efekcie dopuszczenie takich dawców, motywowane niedoborem narządów do przeszczepu, może przyczynić się w zamianę relacji lekarz–pacjent w relację lekarz–źródło narządów.
Groźbę taką Veatch odpiera właśnie dzięki zasadzie podwójnego skutku. Jednak Szewczyk krytykuje takie podejście, uznając za niespełnione ostatnie z wymienionych wyżej kryteriów zasady podwójnego skutku, przywołując dawców żywych oraz dawców ze zdiagnozowaną śmiercią mózgową.
Jednak również pobieranie narządów od żywego dawcy, które przecież pogarsza jego zdrowie fizyczne, uzasadnia się zasadą podwójnego skutku, chociaż stosuje się tu również zasadę całościowości. Cierpienie fizyczne dawcy spowodowane zabiegiem przeciwstawia się korzyści duchowej. Podejście takie poparł papież Pius XII podczas przemowy do Międzynarodowego Kolokwium Neuro-Farmakologicznego.